# Врата юности
«Врата юности» (яп. 青春の門, сэйсюн-но мон; англ. The Gate of Youth) — японский фильм-драма, поставленный двумя режиссёрами Киндзи Фукасаку и Корэёси Курахарой в 1980 году (выпуск на экраны — 1981). Кинолента является второй экранизацией одноимённого бестселлера Хироюки Ицуки (первая была осуществлена в 1975 году режиссёром Кириро Ураямой).

## Сюжет
Действие происходит в 1940 году.
Герой фильма — молодой рабочий Синскэ — родился и вырос в шахтёрском посёлке. Его отец погиб в шахте, когда Синскэ ходил ещё в начальную школу. Воспитала мальчика приёмная мать, любившая его как родного. Годы тяжёлого, непосильного труда подорвали и её здоровье. После её смерти Синскэ пришлось обратиться за помощью к старому приятелю отца, который будучи штрейкбрехером, сколотил себе большое состояние. Беззаботная жизнь, удовлетворение любой прихоти поначалу очаровывают Синскэ. Но постепенно он понимает, какой ценой оплачено это богатство, и уходит из дома Рюгоро, решив самостоятельно искать пути в жизни.

## В ролях
- Бунта Сугавара — Сигэдзо Ибуки
- Кэйко Мацудзака — Таэ Ибуки
- Коити Сато — Синскэ Ибуки
- Каору Сугита — Ориэ Маки
- Томисабуро Вакаяма — Рюгоро Ханава
- Кодзи Цурута — Ябэтора
- Цунэхико Ватасэ — Канаяма
- Дзюнъити Исида — Хирано
- Рюносукэ Канэда — Ханэдзава
- Кадзуо Като — хозяин
- Нэндзи Кобаяси — Тота
- Тайко Синбаси — Масаэ Маки
- Кантаро Суга — Итимура
- Сабуро Токито — Харуо

## Премьеры
- — национальная премьера фильма состоялась 15 января 1981 года в Токио[1][2].
- — впервые был показан на американском континенте 2 апреля 1982 года в Нью-Йорке (США)[2].
- — демонстрировался в советском кинопрокате с февраля 1983 года[комм. 1][3].

## Награды и номинации
Кинопремия Японской академии
- Церемония награждения 1982 года[4]

- Премия лучшей актрисе 1981 года — Кэйко Мацудзака (ex aequo — «Мужчине живётся трудно. Фильм 27: Осакская любовь Торадзиро», реж. Ёдзи Ямада).
- Премия лучшему дебютанту 1981 года — Коити Сато.

Премия «Голубая лента»
- 24-я церемония награждения (1982)[4]

- Премия лучшей актрисе 1981 года — Кэйко Мацудзака (ex aequo — «Мужчине живётся трудно. Фильм 27: Осакская любовь Торадзиро», реж. Ёдзи Ямада).
- Премия лучшему дебютанту 1981 года — Коити Сато.

Hochi Film Awards
- Церемония награждения 1981 года

- Премия лучшей актрисе 1981 года — Кэйко Мацудзака.

Премия журнала «Кинэма Дзюмпо» (1982)
- Номинация на премию за лучший фильм 1981 года, однако по результатам голосования занято лишь 22 место.

## Сиквел
- Врата юности. Часть II (1983) — поставлен режиссёром Корэёси Курахарой (без Киндзи Фукасаку). Героя играет тот же актёр Коити Сато. Появляется ряд новых персонажей.

## Комментарии
1. ↑  Фильм демонстрировался в советском кинопрокате с февраля 1983 года, р/у Госкино СССР № 1903382 — опубликовано: «Аннотированный каталог фильмов, выпущенных в 1983 году», М.: Всесоюзное объединение «Союзинформкино» Госкино СССР — 1984, С. 74.